# У ліжку з дияволом
У ліжку з дияволом (англ. Sleeping with the Devil) — американська телевізійна кримінальна драма 1997 року режисера Вільяма Ґрема. Стрічка зфільмована за однойменним романом Сюзанн Фінстад.

## Синопсис
Медсестра Ребекка Дубрович (Шеннен Догерті), яку жорстоко зґвалтували чотири роки тому, поступово одужує та приходить до тями. Проте вона скептично ставиться до побачень з чоловіками, натомість зосереджується на своїй праці. 
Одного разу вона зустрічається та закохується в мільярдера Діка Странґа (Тім Метісон), власника великої фітнес-мережі. Ребеці здалося, що це саме те, що допоможе їй повернути смак до життя. Проте виявилося, що для Діка головне не кохання до Ребеки. Вона й не підозрює, який Дік брехун і лицемір. Їхні стосунки — це щось куди більш жахливе, ніж те, що сталося з нею кілька років тому.

## У ролях
- Шеннен Догерті — Ребекка Дубрович
- Тім Метісон — Дік Странґ
- Бонні Бартлетт[en] — Сташа Дубрович
- Стів Істін[en] — Вес Дубрович
- Девід Бові[en] — Джеррольд Петрофський
- Джанет Ґрем — Діна Странґ
- Кейт Макніл[en] — Ліз
- Ґреґ Тревіс — Бріґґз Джерард
- Сандра Тіґпен — Сьюзен
- Брайан Брофі — Бенні
- Ґері Гершбергер[it] — Джим
- Сел Лопес — Ренді